# Triplex (police de caractères)
Pour les articles homonymes, voir Triplex.
Triplex est une police de caractères dessinée par Zuzana Licko et publiée par la fonderie Emigre en 1989. Il existe une version avec empattements et une autre sans.